# عصر یخبندان (فرنچایز)
عصر یخبندان یک فرنچایز چندرسانه‌ای آمریکایی است که داستان گروهی از پستانداران بازمانده از عصر یخبندان پارینه‌سنگی را روایت می‌کند. این فرنچایز شامل فیلم‌های پویانمایی رایانه‌ای، فیلم‌های کوتاه، فیلم‌های ویژهٔ تلویزیونی و یک سری بازی‌های ویدئویی است. پنج فیلم اول توسط بلو اسکای استودیو تولید شدند. این مجموعه شامل صداهای ری رومانو، جان لگویزمائو، دنیس لری و کریس وج است که تنها صداپیشگان ثابت هستند. تاکنون شش فیلم از این مجموعه منتشر شده‌است که شامل عصر یخبندان در سال ۲۰۰۲، عصر یخبندان: ذوب در سال ۲۰۰۶، عصر یخبندان: ظهور دایناسورها در سال ۲۰۰۹، عصر یخبندان: رانش قاره‌ای در سال ۲۰۱۲، و عصر یخبندان: مسیر برخورد در ۲۰۱۶ می‌باشند. از آوریل ۲۰۱۶، این فرنچایز ۶ میلیارد دلار درآمد داشته، و آن را به یکی از پردرآمدترین فرنچایزهای رسانه‌ای در تمام دوران تبدیل کرده‌است.
عصر یخبندان: ماجراهای باک وایلد به عنوان یک فیلم مستقل اسپین‌آف در ۲۸ ژانویه ۲۰۲۲ بدون دخالت بلو اسکای به‌طور انحصاری در دیزنی پلاس منتشر شد و سایمون پگ تنها بازیگر بازگشته از سری‌های قبلی بود. در ۱۳ آوریل ۲۰۲۲ یک مجموعهٔ تلویزیونی کوتاه با عنوان عصر یخبندان: داستان‌های اسکرات منتشر شد که از طریق دیزنی پلاس پخش شد.

## فیلم‌ها
| فیلم                            | تاریخ انتشار   | کارگردان                      | فیلمنامه                                    | داستان                 | تهیه‌کنندگان                 |
| ------------------------------- | -------------- | ----------------------------- | ------------------------------------------- | ---------------------- | --------------------------- |
| عصر یخبندان                     | ۱۵ مارس ۲۰۰۲   | کریس وج                       | مایکل برگ، مایکل جی ویلسون و پیتر آکرمن     | مایکل جی ویلسون        | لوری فورته                  |
| عصر یخبندان: ذوب                | ۳۱ مارس ۲۰۰۶   | کارلوز سالدانیا               | پیتر گلک، گری پرستو و جیم هخت               | پیتر گلک و گری پرستو   | لوری فورته                  |
| عصر یخبندان: ظهور دایناسورها    | ۱ ژوئیه ۲۰۰۹   | کارلوز سالدانیا               | مایکل برگ، پیتر آکرمن، مایک ریس و یونی برنر | جیسون کارتر ایتون      | لوری فورته و جان سی. دانکین |
| عصر یخبندان: رانش قاره‌ای        | ۱۳ ژوئیه ۲۰۱۲  | استیو مارتینو و مایکل تورمایر | مایکل برگ، جیسون فوکس و لوری فورته          | مایکل برگ و لوری فورته | لوری فورته و جان سی. دانکین |
| عصر یخبندان: مسیر برخورد        | ۲۲ ژوئیه ۲۰۱۶  | مایک تورمایر                  | مایکل جی ویلسون، مایکل برگ و یونی برنر      | اوبری سولومون          | لوری فورته                  |
| عصر یخبندان: ماجراهای باک وایلد | ۲۸ ژانویه ۲۰۲۲ | جان سی. دانکین                | جیم هچت، ری دلاورنتیس، ویلیام شیفرین        | جیم هچت                | لوری فورته                  |

### عصر یخبندان (۲۰۰۲)
ابتدا حمله‌ای توسط گروهی از ببرهای دندان خنجری به یکی از دهکده‌های انسان‌ها صورت می‌گیرد که طی آن همسر یکی از افراد قبیله اسکیموها در طول درگیری همراه با بچه‌اش فرار می‌کند. یکی از ببرها به دنبال او می‌رود و او مجبور می‌شود تا خود را در آب بیندازد.
کمی بعد ماموتی تنها (به‌نام مندی) همراه با یک تنبل زمینی بسیار تنبل (به‌نام سید) که با او به‌تازگی آشنا شده‌است (برحسب یک تصادف سید به مندی وابسته شده‌است) آن زن را در رودخانه می‌بینند، زن بچه‌اش را به آنها می‌دهد و خود جانش را از دست می‌دهد.
یکی از ببرها (به‌نام دیگو) مأمور می‌شود تا بچه را بیاورد، برای همین با آن دو حیوان دوست می‌شود.
طی اتفاقاتی در این راه، دیگو، مندی و سید نسبت به بچه احساس مسئولیت بیشتری می‌کنند و رابطهٔ صمیمانه‌تری با هم ایجاد میکنند. دیگو نیز از کارش عذاب وجدان می‌گیرد و سرانجام دیگو هنگامی که بقیه ببرها برای حمله به بچه می‌آیند از آن دو حیوان دفاع می‌کند و آنها با کمک یکدیگر ببرها را شکست می‌دهند.
سرانجام آن‌ها بچه را به پدرش تحویل می‌دهند.

### عصر یخبندان ۲: ذوب (۲۰۰۶)
در این قسمت گروه مندی به همراه دیگر حیوانات در دره‌ای ساکن شده‌اند. بر اثر یک حادثه آنها درمی‌یابند که سد یخی انتهای دره درحال شکستن است و به‌زودی آب تمام دره را فرا می‌گیرد. تنها راه رهایی، رسیدن به تنه توخالی درخت عظیم‌الجثه‌ای است که در سوی دیگر دره واقع است. در راه رسیدن به کشتی نجات، مندی با یک ماموت ماده به نام الی آشنا می‌شود و در آخر داستان الی و دو برادر ناتنی خود یعنی کراش و ادی که دو موش درختی هستند به گروه می‌پیوندند.

### عصر یخبندان ۳: ظهور دایناسورها (۲۰۰۹)
مندی و الی بزودی صاحب بچه می‌شوند. مندی به‌قدری از این بابت هیجان زده‌است که دیگر به چیزی اهمیت نمی‌دهد. دیگو نیز دچار تغییری در بدن خود شده و حالا که مندی صاحب یک خانواده شده‌است می‌خواهد او را ترک کند.
سید فهمیده‌است که گروه بزودی متلاشی می‌شود، به‌همین دلیل می‌خواهد برای خودش گروهی مستقل تشکیل دهد. او سه تخم دایناسور پیدا می‌کند ولی مادر بچه‌ها آنها را به همراه سید می‌دزدد.
حالا که سید گمشده است مندی و الی با دیگو که برگشته به اعماق زمین می‌روند و درمی‌یابند که هنوز دوران دایناسورها تمام نشده‌است. آنها به رهبری یک راسوی ماجراجو به نام باک به‌دنبال سید می‌روند. در آخر داستان هلو، دختر الی و مندی به‌دنیا می‌آید و به گروه می‌پیوندد.
در آخر آنها موفق به نجات سید می‌شوند. این درحالی‌ست که همه شخصیت‌های تنهای داستان (دیگو، باک و…) به اهمیت خانواده پی می‌برند.
این فیلم همچنین ادامه داستان اسکرت سنجاب بدشانس و بلوطش و یک شخصیت جدید دیگر (اسکرتی) که یک سنجاب بالدار است را دنبال می‌کند.

### عصر یخبندان ۴: رانش قاره‌ای (۲۰۱۲)
داستان فیلم با دویدن اسکرات سنجاب دندان شمشیری به دنبال یک بلوط آغاز می‌شود و خرابکاری که این بار او به‌بار می‌آورد جدا شدن قاره‌های کره زمین از یکدیگر است. بر اثر این اتفاق مندی و گروهش از الی و دخترش جدا می‌شوند. حال برای به‌هم پیوستن مجدد افراد گروه، مندی و دوستانش یک سفر دریایی را آغاز می‌کنند. در این سفر مادربزرگ سید و ببری به نام شیرا به گروه ملحق می‌شوند.
اکران این فیلم در ژوئیه ۲۰۱۲ آغاز شد و مثل قسمت‌های دیگر مجموعه عصر یخبندان فروش موفقی داشت و در همان اولین هفته با ۴۵ میلیون دلار فروش در آمریکا در رده اول فهرست پرفروش‌ترین فیلم‌ها قرار گرفت. فروش ۱۶ میلیون دلاری فیلم در هفته اول در روسیه هم رکوردی برای هفته آغازین فروش یک فیلم انیمیشن در تاریخ سینمای این کشور محسوب می‌شود.

### عصر یخبندان ۵: مسیر برخورد (۲۰۱۶)
این انیمیشن ۱۵ ژوئیه ۲۰۱۶ منتشر شد. در ژوئن ۲۰۱۵ در Licensing Expo یک پوستر تبلیغاتی نام کامل این انیمیشن را عصر یخبندان: دوره برخورد اعلام کرد. دنیس لری، ری رومانو و جان لوگویزامو صداپیشگان این فیلم هستند و کارگردانی این فیلم هم برعهده مایک تورمیر و گالن تی. چو است.
در این قسمت اسکرات به‌طور اتفاقی وارد یک سفینه فضایی می‌شود. پس از وارد شدن به این سفینه که با بلوط کنترل می‌شود، براثر اتفاقاتی کهکشان راه شیری تشکیل می‌شود و شهاب‌سنگی شروع به‌حرکت به‌سمت زمین می‌کند. مندی و گروهش به‌صورت تصادفی باک را پیدا می‌کنند. باک یک لوح سنگی را می‌خواند و متوجه می‌شود که شهاب‌سنگ چه زمانی به زمین می‌رسد. سپس گروه مندی با کمک باک، سعی می‌کنند زمین را نجات دهند و در مسیر به‌سمت آتشفشان به بقایای شهاب‌سنگی که قبلاً با زمین برخورد کرده و یک نسل از موجودات را از بین برده بود برمی‌خورند و با کمک آن دنیا را نجات می‌دهند. در این قسمت جولیان همسر هلو نیز به گروه می‌پیوندد.

### عصر یخبندان ۶: ماجراهای باک وایلد (۲۰۲۲)
جالینوس تی. چو یکی از کارگردانان فیلم در ژوئن ۲۰۱۶ در مورد امکان وجود یک فیلم ششم اظهار نظر کرد و گفت که ایده‌هایی برای قسمت بعدی وجود دارد. استیسی اسنایدر مدیر عامل شرکت استودیو قرن بیستم در اوت ۲۰۱۸ اعلام کرد که یک سریال تلویزیونی بر اساس عصر یخبندان و دربارهٔ شخصیت باک درحال توسعه است. در ۲۵ اکتبر ۲۰۱۹، پس از اکتساب قرن بیست و یکم توسط دیزنی، کار روی این پروژه توسعه دیزنی‌پلاس ادامه داده شد. در ماه دسامبر ۲۰۲۰، این پروژه به عنوان یک فیلم دوباره توسعه داده شده تأیید شد و عنوان آن «عصر یخبندان: ماجراهای باک وایلد» اعلام شد. داستان این قسمت از فیلم دربارهٔ ماجراجویی‌های باک در جهان دایناسورها با کرش و ادی است. این فیلم قرار است در ۲۸ ژانویه ۲۰۲۲ منتشر شود و سایمون پگ نقش خود را به‌عنوان شخصیت اصلی فیلم ایفا می‌کند.

### هفتمین فیلم بدون عنوان (نامشخص)
صفحه روابط عمومی دیزنی پلاس هنگام تبلیغ عصر یخبندان: ماجراهای باک وایلد فاش کرد که فیلم دیگری از عصر یخبندان در حال ساخت است. ری دلاورنتیس در حال نگارش فیلمنامه است. با این حال، در حال حاضر مشخص نیست که آیا این فیلم ششمین فیلم عصر یخبندان یا یک فیلم فرعی از مجموعه فیلم‌هایی مانند عصر یخبندان: ماجراهای باک وایلد خواهد بود.

## فیلم‌های کوتاه

### زمانی برای بلوط نیست
یک فیلم کوتاه پویانمایی رایانه‌ای از بلو اسکای استودیو است که اسکرات، سنجاب عصر یخبندان در آن حضور دارد و فیلم بعدی سرانجام سنجاب به بلوط خود بعد از ۲۴ سال می‌رسد.

## ویژه‌های تلویزیونی

### عصر یخبندان: کریسمس ماموتی
یک پویانمایی تلویزیونی ویژه محصول سال ۲۰۱۱ میلادی از مجموعه عصر یخبندان است.

## عصر یخبندان: داستان‌های اسکرات
در ۴ مه ۲۰۲۱، شایعه شد که یک سریال کوتاه تولید شده توسط بلو اسکای استودیو با نام داستان‌های اسکرات به دیزنی پلاس می‌آید. این سریال دنباله‌روی اسکرات است که متوجه می‌شود یک پسر دارد. فیلم این سریال بعداً در یوتیوب فاش‌شد و انیماتورهای سابق بلو اسکای فاش کردند که این سریال در سال ۲۰۲۲ پس از ماجراهای باک وایلد به دیزنی پلاس خواهد آمد. همچنین از طریق وب‌سایت جاست پلی پروداکتز از شخصیت پسر اسکرات رونمایی شد، در تصویر دوم یک برچسب آبی حاوی لوگوی داستان‌های اسکرات نشان داده شد، اگرچه این فهرست برای تبلیغ نسخه جدید تحت عنوان فیلم ماجراهای باک وایلد قرار گرفت.
این مجموعه به عنوان یک مجموعه اصلی دیزنی پلاس در ۱۳ آوریل ۲۰۲۲ منتشر شد. آلبوم موسیقی متن این نمایش در ۲۵ مارس ۲۰۲۲ توسط هالیوود رکوردز منتشر شد. موسیقی سریال توسط باتو سنر ساخته شده‌است و موسیقی پایانی آن توسط جان پاول ارائه شده‌است.